# Julien Reverchon
Julien Reverchon (Diémoz, 3 de agosto de 1837 — 30 de dezembro de 1905) foi um naturalista e botânico francês.
Era filho de Jacques Maximilien e de Florine Reverchon. Seu pai era partidário das teses de  Charles Fourier (1772-1837) e decide juntar-se  a Victor Considérant (1808-1893)  na Falange Norte-americana, comunidade socialista utópica perto de Dallas, no Texas. Julien, muito cedo apaixonou-se pela história natural e, com seu irmão, já tinha constituído uma coleção com aproximadamente 2000 espécies de plantas. 
A família chega a comunidade socialista (falanstério), em dezembro de 1865, onde presenciam  o rápido fracasso da colônia furierista.  Por isso, Jacques Reverchon compra uma pequena área agrícola nos arredores, onde  Julien começa a estudar a flora local.  Em 24 de julho de 1864 casa-se com  Marie Henri  com a qual terá dois filhos que morrem de febre tifóide, em 1884.
Após ter abandonado a botânica por alguns anos, recomeça o seu herbário em 1869, ano em que participa de uma expedição destinada a recolher fósseis com Jacob Boll (1828-1880)  na região oeste do Texas.  Com  as suas coletas posteriores, ele contribuiu para o  enriquecimento da  coleção de espécimes florais de  Asa Gray (1810-1888) e  Charles Sprague Sargent (1841-1927), e ao enriquecimento de numerosas coleções americanas.
No fim da sua vida, ensinou botânica no "Baylor University College of Medicine and Pharmacie de Dallas". No momento de sua morte, mais de 2.600 espécies estavam sendo cultivadas na sua  fazenda, e o seu herbário apresentava aproximadamente 20.000 espécimes.  Atualmente, este material encontra-se conservado no "Jardim Botânico de  Missouri" de  Saint Louis. 
A cidade de Dallas batizou um jardim, o "Reverchon Park", em sua honra.